# Order Ecce Homo
Order Ecce Homo (z łac. Oto człowiek) – polskie odznaczenie niepaństwowe, przeznaczone dla tych, którzy swą działalnością dowodzą prawdziwości słów: „człowiek to brzmi dumnie” (M. Gorki).

## Historia
Order Ecce Homo został ustanowiony 1 września 1997 i jest przeznaczony dla osób, które wbrew wszelkim przeciwnościom, poprzez konsekwentną działalność dają świadectwo bezinteresownej miłości bliźniego.
Odznaczenie przyznawane jest po to, by docenić wszystkich tych, którzy działają na rzecz innych. Otrzymują je osoby nieskazitelne, uczulone na krzywdę i dające świadectwo wielkiej miłości drugiego człowieka.
Projektantami Orderu Ecce Homo są Roman Pawlas i Dariusz Walczak.
W dniu 7 czerwca 2017 roku zapadła decyzja o bezterminowym zawieszeniu działalności Kapituły Orderu ze względu na zdekompletowanie pierwotnego składu Kapituły Orderu z prawem jej wznowienia w stosownych okolicznościach.

## Opis odznaki
Odznakę orderową stanowi równoramienny krzyż grecki, laskowany o wymiarach 40 × 40 mm. Ramiona krzyża na awersie pokryte są białą emalią. Pośrodku krzyża nałożona jest biała, czteropłatkowa lilia, ułożona tak, że jej płatki znajdują się między ramionami krzyża. Na środku lilii nałożone jest złote serce.
Na pionowym ramieniu krzyża znajduje się napis: ECCE (u góry) HOMO (u dołu). Na rewersie u dołu krzyża wybity jest numer egzemplarza. Krzyż zawieszony jest na cieniowanej wstążce orderowej w kolorze błękitnym o szerokości 40 mm. Order nosi się na szyi.

## Zasady nadawania
Kandydatury do odznaczenia Orderem Ecce Homo mogą zgłaszać wszyscy członkowie Kapituły, jak również wszelkie instytucje i osoby prawne wraz z wyczerpującym uzasadnieniem kandydatury.
Na straży honoru Orderu Ecce Homo stoi Kapituła w składzie:
- Dariusz Walczak – kanclerz Kapituły, specjalista rehabilitacji, nauczyciel.
- Roman Pawlas – sekretarz Kapituły, teolog ewangelicki, były duchowny,
- Ewa Błaszczyk – aktorka filmowa i teatralna, działaczka społeczna, założycielka Fundacji „Akogo?” odznaczona Orderem w 2007 roku,
- Anna Dymna – aktorka teatralna i filmowa, pedagog, założycielka Fundacji „Mimo wszystko”, odznaczona Orderem w 2005 roku,
- kard. Grzegorz Ryś – teolog i historyk, pisarz i publicysta, arcybiskup metropolita łódzki.

Pierwszy skład Kapituły tworzyli:
- prof. zw. dr hab. Zofia Zdybicka – zakonnica, urszulanka, filozof, pedagog, religioznawca, emerytowany prof. Katolickiego Uniwersytetu Lubelskiego Jana Pawła II w Lublinie,
- prof. zw. dr hab. Jan K. Ostrowski – historyk sztuki, prof. Uniwersytetu Jagiellońskiego w Krakowie, dyrektor Zamku Królewskiego na Wawelu,
- prof. zw. dr hab. Józef Lipiec (1942-2024) – filozof, fenomenolog, prof. filozofii Uniwersytetu Jagiellońskiego w Krakowie,
- Roman Pawlas – sekretarz Kapituły, teolog ewangelicki, były duchowny,
- Dariusz Walczak – kanclerz Kapituły, specjalista rehabilitacji, nauczyciel.

Decyzją Kapituły Orderu z 15 stycznia 2002 powołano Kustosza Orderu w osobie urzędującego Prezydenta miasta Tomaszowa Mazowieckiego. Aktualnie tę funkcję sprawuje Marcin Witko.
Arbitrzy Kapituły Orderu Ecce Homo pełnią funkcje dożywotnio. Decyzje o przyznaniu Orderu Ecce Homo zapadają jednogłośnie przy obecności większości arbitrów Kapituły, są suwerenne i nie podlegają apelacji. Tradycją stało się, że Kapituła swe posiedzenia odbywa w Zamku Królewskim na Wawelu w Krakowie.
Od początku istnienia orderu wyróżnienia wręczane są w Ośrodku Rehabilitacji Dzieci Niepełnosprawnych w Tomaszowie Mazowieckim.
Akt dekoracji Orderem Ecce Homo zawsze ma szczególnie uroczysty i podniosły charakter. Uroczystości służą przybliżeniu sylwetek osób wyróżnionych oraz dorobku będącego uzasadnieniem wyróżnienia. Jest to również okazja do prezentacji tego, co piękne i wzniosłe w dorobku kultury światowej. Programy imprez wypełniają spotkania i dyskusje z wyróżnionymi, wystawy oraz koncerty.
Wśród osób uhonorowanych Orderem Ecce Homo znaleźli się działacze społeczni i charytatywni, działacze sportowi, pedagodzy, duszpasterze, pisarze, kompozytorzy, poeci i animatorzy kultury.

## Odznaczeni
1998
- Janina Pilch z Ustronia – pedagog i działaczka diakonijna Ewangelickiego Stowarzyszenia „Maria-Marta”
- Maria Therese Wolff z mężem z Brukseli – flamandzcy działacze charytatywni
- Katarzyna Liszcz i Krzysztof Liszcz z Torunia – założyciele fundacji „Daj Szansę”
- Janina Ochojska z Warszawy – prezes Polskiej Akcji Humanitarnej

1999
- Sue Ryder (1923-2000) z Londynu – Par Anglii, działaczka charytatywna
- Jerzy Turowicz (1912-1999) z Krakowa – publicysta, redaktor naczelny „Tygodnika Powszechnego”
- ks. pastor Edgar Schoen z Saarbrücken (RFN) – duszpasterz, działacz charytatywny
- ks. Jan Twardowski (1915-2006) z Warszawy – duszpasterz, poeta
- Julian Kawalec (1916-2014) z Krakowa – prozaik, publicysta i poeta.

2000
- Maria Kwaśniewska-Maleszewska z Warszawy – działaczka charytatywna i społeczna środowisk sportowych
- ks. kard. Kazimierz Świątek z Pińska (Białoruś) – zwierzchnik kościoła rzymskokatolickiego na Białorusi
- Jan Cornelius de Kreuj z Roterdamu (Holandia) – działacz charytatywny i kulturalny
- Hans Samhaber z St. Marienkirchen (Austria) – pedagog, działacz oświatowy
- Tadeusz Różewicz z Wrocławia – poeta, prozaik, dramaturg i scenarzysta
- Henryk Mikołaj Górecki z Katowic – kompozytor, pedagog

2001
- Hanna Krall z Warszawy – dziennikarka, pisarka
- Tenzin Gjaco, XIV Dalajlama – duchowy i polityczny przywódca Tybetańczyków
- ks. Jürgen Köhler z Hamburga (Niemcy) – działacz na rzecz pokoju, założyciel muzeum faszystowskiego Obozu w Neuengamme
- Jacek Kuroń z Warszawy – działacz społeczny i niepodległościowy
- Jan Paweł II z Watykanu – zwierzchnik Kościoła katolickiego

2002
- Irena Sendlerowa z Warszawy – pielęgniarka, działaczka Rady Pomocy Żydom „Żegota”, ratująca ponad dwa i pół tysiąca dzieci
- Gabrielle Barraud z le Chambon-sur-Lignon (Francja) – działaczka francuskiego ruchu oporu, przedstawicielka hugenockiej społeczności wiosek płaskowyżu Vivarais ratującej od zagłady Żydów
- Renata Jakubowska z Krakowa, pielęgniarka Domu Małego Dziecka im. Jana Brzechwy
- Stefan Stuligrosz z Poznania – muzykolog, pedagog, twórca i dyrygent, twórca Chóru Chłopięco-Męskiego „Poznańskie Słowiki”
- Tadeusz Mazowiecki z Warszawy – publicysta, działacz społeczny i polityk, komisarz ONZ w byłej, ostatni premier PRL i pierwszy premier III Rzeczypospolitej
- Ryszard Kapuściński z Warszawy – dziennikarz, publicysta, pisarz, poeta i fotograf

2003
- Barbara Oskólska ze Szczecina – twórczyni Fundacji Pomocy Niepełnosprawnym
- Teresa Weber z Krakowa – dr medycyny paliatywnej, działaczka Hospicjum św. Łazarza, przewodnicząca Rady Programowej Fundacji Mam Marzenie
- abp Anastasios z Tirany (Albania) – zwierzchnik kościoła prawosławnego w Albanii
- o. Marian Żelazek z Puri (Indie) – zakonnik, werbista, misjonarz, założyciel leprozoriów
- Andrzej Grzegorczyk z Warszawy – filozof, etyk
- Wojciech Kilar z Katowic – pianista, kompozytor, dyrygent
- Jerzy Owsiak z Warszawy – dziennikarz, działacz charytatywny, założyciel i prezes zarządu Fundacji Wielka Orkiestra Świątecznej Pomocy

2004
- Wanda Błeńska z Poznania – lekarka misyjna
- Joni Eareckson Tada ze Stanów Zjednoczonych – światowa działaczka na rzecz niepełnosprawnych
- Carolina Fernolend z Viscri (Rumunia) – samorządowiec, działaczka społeczna
- Zofia Kułakowska z Warszawy – dr medycyny, lekarz neuropediatra, wykładowca, nauczyciel, współtwórca polskiej sieci ośrodków systemu kierowanego nauczania
- Jan Kułakowski z Warszawy – dr prawa, w latach 1976–1989 sekretarz generalny Światowej Konfederacji Pracy, współtwórca wolnych, niezależnych związków zawodowych w Polsce
- Jukka Rakemaa z Helsinek (Finlandia) – wychowawca młodzieży, zasłużony działacz kościelny
- Jean Vanier – dr filozofii, wykładowca akademicki, organizator wspólnot L’Arche
- Wiesław Myśliwski – pisarz, dramaturg
- Stefan Swieżawski – historyk filozofii średniowiecznej, promotor soborowej odnowy kościoła rzymskokatolickiego

2005
- Krystyna Byszewska – działaczka społeczna, pedagog
- Tomasz Dangel – dr medycyny, specjalista medycyny paliatywnej i anestezjologii, kierownik Zakładu Opieki Paliatywnej Instytutu Matki i Dziecka
- Anna Dymna – aktorka teatralna i filmowa, pedagog, założycielka Fundacji „Mimo wszystko”, twórczyni warsztatów terapii artystycznej dla osób niepełnosprawnych umysłowo
- Lidia Gottschalk – diakonisa ewangelicka, przełożona żeńskiego diakonatu „Eben-Ezer” w Dzięgielowie
- Zygmunt Jamroży – naukowiec, pedagog, harcmistrz, twórca Kręgu Seniorów Zuchmistrzów „Gorących Dłoni”
- Sylwia Karłowska – działaczka charytatywna, organizatorka pomocy dzieciom polskim z litewskich domów dziecka, prezes Fundacji „Serce Dzieciom”
- Kaya Mirecka-Ploss – pisarka, działaczka społeczna, propagatorka kultury polskiej w Stanach Zjednoczonych, organizatorka akcji „Wakacje Marzeń”

2006
- Małgorzata Chmielewska – działaczka społeczna, przełożona Wspólnoty „Chleb Życia”
- Václav Havel – dramaturg i eseista, polityk, prezydent Republiki Czeskiej
- Kazimierz Kutz – reżyser filmowy i teatralny, scenarzysta, pisarz i publicysta
- Jolanta Meus i Stanisław Meus – prowadzą rodzinę zastępczą dla dzieci niepełnosprawnych w Hecznarowicach
- Helena Pyz – lekarz, działaczka społeczna, misjonarka, pracuje w Ośrodku Rehabilitacji Trędowatych Jeevodaya w Indiach
- ks. Ludwik Rutyna – dziekan Dekanatu Czartkowsko-Buczackiego, infułat i proboszcz rzymskokatolickich parafii na polskich Kresach Wschodnich (Buczacz, Czortków i Potok Złoty)
- ks. Anton Srholec – Salezjanin, zajmuje się bezdomnymi, prowadzi społeczny Dom „Resota” w bratysławskich Podunajskich Biskupicach

2007
- Linda Bergendahl-Pauling – Amerykanka, członek-założyciel fundacji „Make-A-Wish” („Mam marzenie”)
- Ewa Błaszczyk – aktorka filmowa i teatralna, działaczka społeczna, założycielka Fundacji „Akogo?”
- Jan Jakub Kolski – reżyser, scenarzysta, operator i producent
- Czesław Santarius – zaolzianin, założyciel na gruncie Ewangelickiego Kościoła Augsburskiego Wyznania Diakonię Śląską z centralą w Czeskim Cieszynie
- o. Jan Wojciech Góra – dominikanin, prezbiter, dr teologii, duszpasterz akademicki, rekolekcjonista, prozaik, twórca i animator ośrodków duszpasterskich na Jamnej, w Hermanicach i nad Lednicą
- Zbigniew Dziubiński – profesor, prezes zarządu Salezjańskiej Organizacji Sportowej RP, członek władz Krajowej Federacji Sportu dla Wszystkich i PKOl
- Zygmunt Konieczny – kompozytor muzyki teatralnej i filmowej, twórca piosenki literackiej

2008
- Lee-Elisabeth Hölscher-Langner – niemiecka działaczka społeczna
- Andrzej Szczeklik – naukowiec, dr medycyny, pisarz, pianista
- Jacek Łuczak – pedagog, dr medycyny, pionier polskiej medycyny paliatywnej
- Leszek Ploch – dr nauk humanistycznych, pedagog specjalny, terapeuta, muzyk

2009
- Zofia Żukowska – profesor, pedagog, działaczka polskiego i międzynarodowego ruchu olimpijskiego
- Marek Kamiński – przedsiębiorca, podróżnik, polarnik, ekolog, autor książek, fotograf
- o. Leon Knabit – benedyktyn, duszpasterz, rekolekcjonista, publicysta
- Jan Krenz – kompozytor, dyrygent, pianista
- Gabriel Mor – dr medycyny, założyciel pierwszego izraelskiego hospicjum Heba Campus w Tel Awiwie, specjalista medycyny psychogeriatrycznej
- Paul Rusesabagina – adwentysta dnia siódmego, ruandyjski przedsiębiorca, założyciel Fundacji „Hotel Rwanda” (Chicago)
- ks. Andrzej Rygielski – proboszcz rzymskokatolickiej parafii w Wągrowcu, założyciel i prezes Stowarzyszenia im. ks. Niwarda Musolffa

2010
- Maria Król – lekarz, przewodnicząca Stowarzyszenia Pomocy Dzieciom Niepełnosprawnym „Krok za krokiem” w Zamościu
- Krzesimir Dębski – skrzypek, kompozytor, nauczyciel, dyrygent i lider zespołu „String Connection”
- Adam Domanasiewicz – dr medycyny, specjalista chirurgii ogólnej i medycyny ratunkowej
- Jan Kościuszko – właściciel sieci restauracji z tradycyjną polską kuchnią, prezes spółki Polskie Jadło
- ks. Lothar Schullerus – duchowny ewangelicki, założyciel Międzynarodowego Ekumenicznego Stowarzyszenia Parafii Obszarów Wiejskich
- Kardynał Józef Glemp – Prymas senior, dawny osobisty sekretarz Kardynała Stefana Wyszyńskiego. (Z uwagi na wcześniej zaplanowane obowiązki nie mógł odebrać orderu 30 maja 2010, więc odebrał go 29 maja 2011)

2011
- Henryka Krzywonos-Strycharska – działaczka Solidarności z lat 80.
- abp Alfons Nossol – biskup diecezjalny opolski w latach 1977–2009
- prof. Henryk Skarżyński – lekarz otolaryngolog
- prof. Wojciech Zabłocki – architekt i szermierz, działacz PKOL

2012
- Sławomir Mrożek – polski dramatopisarz i prozaik[3]
- Bohdan Smoleń – aktor komediowy, artysta kabaretowy, założyciel „Fundacji Stworzenia Pana Smolenia”[4][5]
- Krzysztof Ziemiec – dziennikarz[4][5].
- Joanna Krupska[5].

2013
- Hanna Strużanowska-Balsiene – doktor medycyny, współzałożycielka i członek zarządu Stowarzyszenia Polskich Lekarzy na Litwie.
- Anna Orońska – dr n. med. lekarz specjalista anestezjologii i intensywnej terapii oraz medycyny paliatywnej.
- Elisabeth Nottenkemper – przedszkolanka, niemiecka działaczka charytatywna
- Stanisław Niemczyk – architekt, autor m.in. kościoła Miłosierdzia Bożego w Krakowie (1991-4), kościoła Jezusa Chrystusa Odkupiciela w Czechowicach-Dziedzicach (1995-8).
- Tadeusz Wrona – pilot szybowcowy i samolotowy

2014
- Aleksy Awdiejew – artysta estradowy, pisarz, aktor, lingwista i tłumacz
- Wiesława Borczyk – prawniczka, działaczka społeczna, prezeska Ogólnopolskiej Federacji Uniwersytetów Trzeciego Wieku
- ojciec Filip Buczyński – franciszkanin, doktor psychologii, społecznik
- ks. prof. dr hab. Michał Heller – polski prezbiter katolicki, teolog, profesor nauk filozoficznych,
- prof. Konstanty Andrzej Kulka – polski skrzypek, pedagog

2015
- ks. Arkadiusz Barańczuk – duchowny prawosławny, działacz charytatywny, dyrektor ośrodka miłosierdzia „Eleos” w Gładyszowie
- Dżenneta Bogdanowicz – animatorka życia kulturalnego mniejszości tatarskiej, organizatorka międzynarodowych festiwali w „Tatarskiej Jurcie”
- ks. Adam Boniecki – teolog rzymskokatolicki, marianin, publicysta, były redaktor naczelny „Tygodnika Powszechnego”
- Stanisław Kowalski – działacz charytatywny, założyciel i prezes Fundacji Dzieciom „Zdążyć z Pomocą” oraz Fundacji „Sedeka”
- kardynał Franciszek Macharski – długoletni arcybiskup metropolita krakowski
- Krzysztof Olkowicz – prawnik, dyrektor Okręgowej Służby Więziennej w Koszalinie